# 劉子頊
劉子頊（456年—466年9月19日），字孝列，刘宋皇子，宋孝武帝劉駿第七子，母為史昭华。

## 母
史昭华，宋孝武帝的昭华，孝建三年（456年）生劉子頊。

## 生平
大明四年正月庚寅（460年3月5日），封历阳王，食邑二千户，加号冠军将军，领吴兴太守。大明五年九月壬寅（461年10月13日），改封临海王。十月甲寅（461年11月19日），任使持节、都督广交二州、湘州之始兴、始安、临贺三郡诸军事、征虏将军、平越中郎将、广州刺史。大明六年七月庚辰（462年8月12日），改任荆州刺史。大明八年（464年），进号前将军，改任都督荆、湘、雍、益、梁、宁、南北秦八州诸军事、荆州刺史。泰始元年十二月庚午（466年1月13日），进号镇军将军，改任丹阳尹。
泰始元年十二月甲申（466年1月27日），进号平西将军，劉子頊不受命，和劉子綏、劉子房一起举兵叛乱，反抗新登基的刘彧。泰始二年正月初七（466年2月7日），邓琬等奉劉子勋为帝，改元義嘉，劉子頊进号卫将军、开府仪同三司。泰始二年八月己卯（466年9月19日），建安王劉休仁、吴喜、张兴世等平定叛乱，刘子勋被杀。
荆州众人本来想派兵和郢州刺史江夏王劉子綏合兵，又想斷據巴陵，經日不決，就遣將趙道始於江津築壘，任演戍沙橋，諸門津要皆有屯兵。后来人情轉離，將士漸逃散。荆州众人又想奉刘子顼奔益州投奔刺史萧惠开，但典签阮道预、邵宰不同意，指明帝已表示刘子顼等藩王如果归顺可以复爵，且任叔儿、杨僧嗣已经断绝了道路，于是與行荊州事劉道憲解遣白丁，遣使歸罪。荊州治中宗景、土人姚儉等勒兵入城，殺刘道憲、阮道預、記室參軍鮑照，劫掠府庫，無復孑遺，抓住刘子頊投降明帝。
劉子頊与刘子房、劉子綏、邵陵王劉子元一并被赐死。